# Mario Castellazzi (1925)
Petronio Mario Castellazzi, detto Tono (Lodi, 7 ottobre 1925 – Lodi, 22 novembre 2024), è stato un calciatore italiano, di ruolo difensore.

## Carriera
Cresce nel Fanfulla, squadra della sua città natale, con cui debutta in Serie B nella stagione 1949-1950 e disputa cinque campionati cadetti per un totale di 120 presenze.